# Сант'Агапито
Сант'Агапито (итал. Sant'Agapito) је насеље у Италији у округу Изернија, региону Молизе.
Према процени из 2011. у насељу је живело 523 становника. Насеље се налази на надморској висини од 567 м.

## Становништво
| 1931. | 1936. | 1951. | 1961. | 1971. | 1981. | 1991. | 2001. | 2011. |
| ----- | ----- | ----- | ----- | ----- | ----- | ----- | ----- | ----- |
| 1.327 | 1.334 | 1.202 | 1.108 | 1.020 | 1.060 | 1.187 | 1.332 | 1.387 |